# Борисовка (Свердловский район)
Борисовка — деревня в Свердловском районе Орловской области России. Входит в состав Красноармейского сельского поселения. Население — 4 чел. (2010).

## География
Находится у р. Неручь и двух её малых притоков. Борисовка примыкает к деревне Степановка; между ними лишь мост через реку Неручь. Уличная сеть представлена одним объектом: ул. Луговая.
Деревня находится менее чем в 5 км от административной границы с Орловским и Покровский районами.
Географическое положение
Расстояние до
районного центра посёлка городского типа Змиёвка: 10 км.
областного центра города Орла: 48 км.
Ближайшие населённые пункты
Степановка, Миловка 4 км, Березовка 4 км, Богородицкое 4 км, Васильевка 4 км, Куракинский 5 км, Емельяновка 5 км, Хорошевский 5 км, Хлюпино 5 км, Верхняя Сергеевка 6 км, Сандровка 6 км, Сорочьи Кусты 6 км, Поздеево 7 км, Столбецкое 7 км, Богодухово 8 км, Егорьевка 8 км, Котовка 8 км, Дубки 8 км, Морозовский 8 км, Борисоглебское 8 км, Михайловка 8 км

## Население
| 2010 |
| ---- |
| 4    |

## Транспорт
Поселковые (сельские) дороги.